# Marie-Joseph Coudrin
L'abbé Pierre-Marie-Joseph Coudrin (1768-1837) est un prêtre français fondateur, avec Henriette Aymer de La Chevalerie, de la congrégation des Sacrés-Cœurs de Jésus et de Marie, congrégation catholique célèbre pour son travail missionnaire à Hawaï et en Polynésie française.

## Une vision

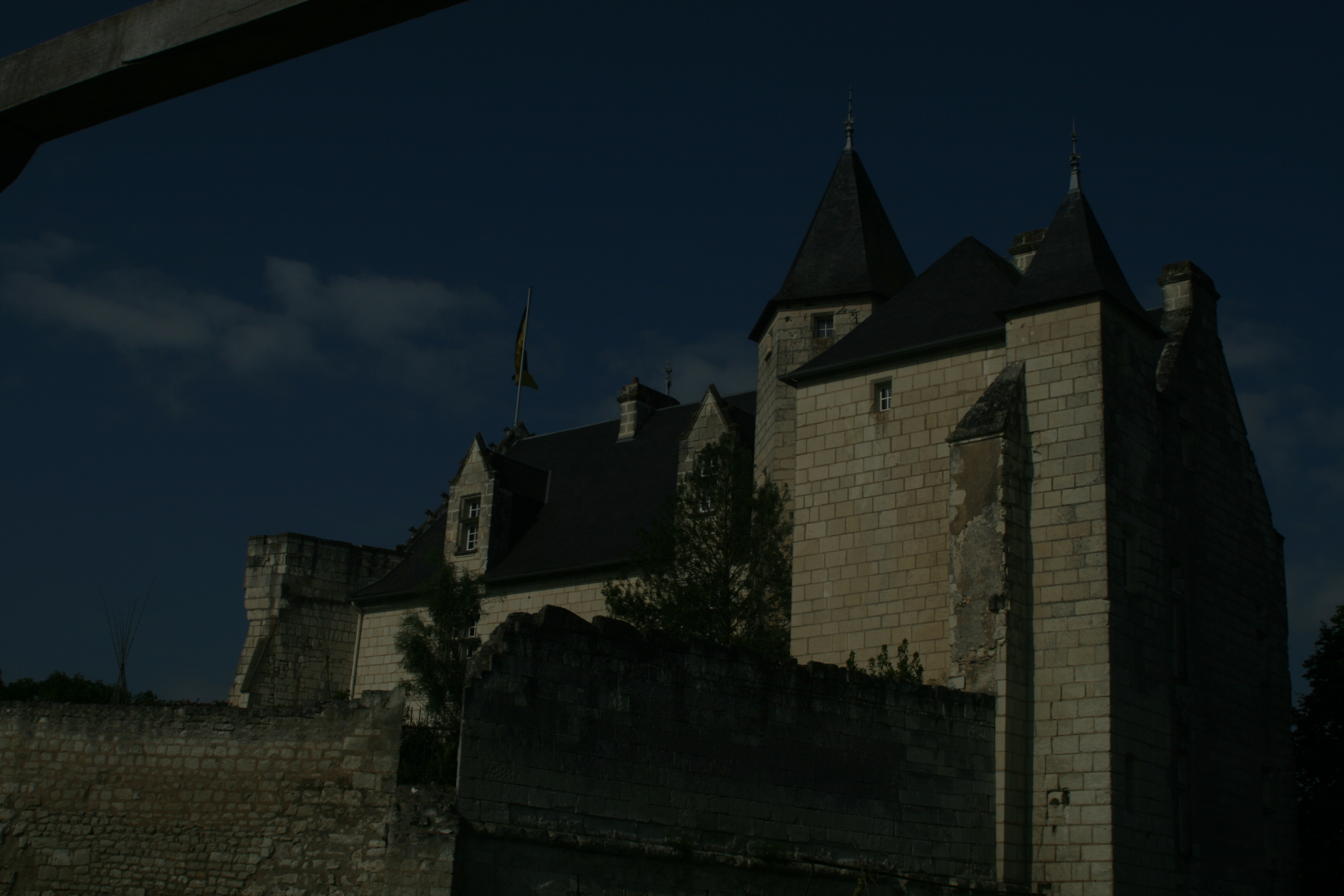
Le château de la Motte d'Usseau

Il nait le 1er mars 1768, à Coussay-les-Bois, son père se nommait Abraham Coudrin, sa mère Marie Riom,  sœur de l'abbé Riom, vicaire de Saint-Foie de Maillé, qui mourut plus tard pour sa foi en déportation. En 1792, Coudrin fut secrètement ordonné au presbytérat. Coudrin est allé se cacher dans un grenier de la maison de Maumain, un parent, près du château de la Motte d'Usseau où il resta confiné pendant cinq mois, grenier qui est resté intact  depuis son départ. Au cours de sa réclusion, Coudrin a  vu une soirée, dans  des apparitions lumineuses, prêtres, frères et sœurs vêtus de blanc. Il a eu la vision d'un appel divin d'établir un ordre religieux qui allait devenir la Congrégation des Sacrés-Cœurs de Jésus et de Marie. Coudrin  ayant quitté le grenier a voyagé à Poitiers, (où il prit le sobriquet de marche-à-terre  puis le nom de Jérôme) pour commencer un ministère caché, clandestin, attendant le moment propice  pour fonder sa congrégation. Un gendarme reconnut le prêtre déguisé, mais la noble franchise et le courage du confesseur touchèrent le cœur du soldat, qui ne le dénonça pas.
Au château de la Motte d'Usseau, on peut encore voir les Sacrés-Coeurs de Jésus et Marie gravés sur la pierre du haut de la façade ouest.

## À Poitiers
Une autre fois M. Coudrin, fatigué par la marche, et couvert d'habits pauvres, est invité à monter dans une charrette que conduisait un partisan des idées révolutionnaires. Refuser, c'était faire naître des soupçons et il accepte. Mais la blancheur de ses mains contrastant avec son costume d'ouvrier, le conducteur défiant lui en fait l'observation, et lui demande le nom du maître sous lequel il travaille. « Il s'appelle Rabbi», répond M. Coudrin. « Je ne le connais pas, » réplique le paysan. « Je vous plains bien » répond à son tour avec calme le serviteur de Dieu; et, trompé par son ignorance, l'incrédule dépose bientôt le précieux fardeau qu'il eût sans doute livré s'il l'eût connu pour ce qu'il était.
Au cours de son ministère clandestin en 1794, Coudrin rencontre Henriette Aymer de La Chevalerie (en). Elle avait été captive dans une prison révolutionnaire, accusée de cacher un prêtre. Elle dit à Coudrin qu'elle était en prison par appel au service de Dieu. Coudrin et Henriette Aymer de La Chevalerie partagent avec eux leurs visions de la création d'un ordre religieux dans le milieu de danger pour les catholiques en France.

## Création
En 1797, tous deux achètent une maison à Poitiers qui devient « la Grand’Maison des Sacrés-Cœurs » de la congrégation.
La veille de Noël 1800, sachant qu'ils pourraient être conduits à la guillotine pour leur action, Coudrin et Henriette Aymer de La Chevalerie (en)ont officiellement établi la Congrégation du Sacré-Cœur de Jésus et de Marie avec mission  de diffuser le message de l'amour inconditionnel de Dieu  manifesté par le Cœur de Jésus et Marie, et pour trouver la miséricorde de Dieu à travers l'adoration du Saint-Sacrement.
Le Père Coudrin récita son vœu avant le départ à 11 h 45 le soir : « Moi, Marie-Joseph, je fais les vœux de pauvreté, de chasteté, et obéissance suivant l'inspiration de l'Esprit Saint pour rendre un culte au Sacré-Cœur de Jésus et de Marie, et dans son service, je veux vivre et mourir. » Mère Henriette renouvela ses vœux peu après.
Puis l'institut des Sacrés-Cœurs de Jésus et de Marie fut établi à Picpus, dans les bâtiments d'une ancienne communauté dont les jardins avaient reçu pendant la terreur les dépouilles mortelles de plus de mille trois-cents victimes, martyres de la Révolution française, dont les carmélites de Compiègne. Une chapelle expiatoire y avait été érigée dès 1800. Coudrin, en achetant ces terrains consacrés par le sang, y joignit quelques acquisitions voisines, y fonda un collège et un séminaire qui devinrent bientôt le siège principal de la congrégation. Le Saint-Père accorda, le 10 janvier 1817, la bulle portant autorisation de la société de Picpus et de ses constitutions.
Sur les conseils du supérieur des Missions étrangères de Paris, Charles-François Langlois, qui est contraint de refuser l'envoi de missionnaires, par manque de vocations, il accepte l'offre d'envoyer des missionnaires en Océanie. A la demande du pape Grégoire XVI, il accepte de commencer travail missionnaire à Hawaï et en Polynésie française.Le but de la congrégation est d' Entrer avec Jésus et comme Marie dans le projet du Père : sauver le monde par l'amour!. Les premiers membres de la Congrégation des Sacrés-Cœurs de Jésus et de Marie fondèrent de nouvelles écoles pour les enfants pauvres, des séminaires pour aider à augmenter le sacerdoce de leurs missions d'ordre et de la paroisse dans toute l'Europe. Au moment de la mort de Coudrin en 1837, la Congrégation du Sacré-Cœur de Jésus et de Marie avait 276 pères et frères et 1125 sœurs.
Sa correspondance comprend environ 2 100 lettres, circulaires et mémoires.